# 瀨奈真緒
瀨奈真緒（日语：瀬奈まお，1994年11月11日—），出生於秋田縣，為日本AV女優，為SOD旗下的專屬女優。

## 簡介
- 2014年5月，進入AV界工作[1]，為SOD推出「15人同時出道」的新人其中之一，於Star片商發片。
- 2014年12月，无修正解禁 Debut Vol.17 ～恥かしい、でも見せなきゃだよね～

## 外部連結
- 瀨奈真緒的X（前Twitter）
- 氣質清新，笑容甜美的無敵新人「瀬奈真緒」 （页面存档备份，存于）